# Manon 70
Manon 70 és una pel·lícula franco-germano-italiana dirigida per Jean Aurel i estrenada el 1968. Ha estat doblada al català. Està basat en la novel·la Manon Lescaut de Antoine François Prévost.

## Argument
Periodista a Europa n° 1, Des Grieux coneix Manon a l'aeroport de Tòquio. El segueix a Orly, abandonant el seu amant.

## Repartiment
- Catherine Deneuve: Manon
- Samy Frey: Des Grieux
- Jean-Claude Brialy: Jean-Paul
- Elsa Martinelli: Annie
- Robert Webber: Ravaggi
- Christea Avram: l'amant de Manon
- Claude Génia: la dona de Simon
- Jean Gorini: el redactor en cap
- Paul Hubschmid: Simon
- Jean Martin: l'amo de l'hotel
- Kristina Ohlsen: Kristina
- Jacques Paoli, Albert Simon: ells mateixos
- Manuela Van Oppen: Margaret
- Frank Hübler, Guy Michel, Dante Posani

## Crítica
"Tinc molta estima per a Jean Aurel. Si Manon  no és un gran èxit, és sens dubte perquè l'escenògraf no estava en la seva millor forma. Ni jo tampoc. No considero "Manon" com un fracàs, o si n'és, no vull considerar-ne més que l'aspecte instructiu.